# Adian Jior
Adian Jior is een bestuurslaag in het regentschap Mandailing Natal van de provincie Noord-Sumatra, Indonesië. Adian Jior telt 971 inwoners (volkstelling 2010).